# Gabriel Silva (football)
Pour les articles homonymes, voir Gabriel Silva et Silva.
Gabriel Silva, né le 13 mai 1991 à Piracicaba, est un ancien footballeur brésilien qui évoluait au poste de défenseur latéral. 
Il commence sa carrière dans le club brésilien de Palmeiras en 2009, avant de partir pour l'Europe et de rejoindre l'Udinese en 2012. Son passage en Italie est compliqué puisqu'il est prêté à 5 reprises entre 2012 et 2017 : Novare, Grenade, Carpi, Genoa et de nouveau Grenade. En 2017, il s'engage avec l'AS Saint-Étienne, avec qui il parvient à gagner du temps de jeu malgré plusieurs blessures. Il quitte les verts en 2023 et prend sa retraite sportive après une très brève expérience avec Ponte Preta. 
Il compte par ailleurs 9 sélections et 1 but avec l'équipe du Brésil des moins de 20 ans.

## Biographie

### Carrière en club

#### Débuts au Brésil (2009-2012)
Il commence sa carrière professionnelle en 2009 où il signe un contrat de trois ans avec le club de Palmeiras, pour lequel il joue 36 matches et inscrit 2 buts.  

#### Départ pour l'Italie et nombreux prêts (2012-2017)
En 2012, il signe un contrat de cinq ans en Italie à Udinese Calcio où il joue 65 matches pour deux buts.  
Durant ses cinq ans de contrat avec Udinese, il est successivement prêté à Novare Calcio, à Grenade CF, à Carpi FC, au Genoa CFC, puis une seconde fois à Grenade.  

#### Passage mitigé à l'AS Saint-Étienne (2017-2023)
Après la fin de son contrat en Italie, il signe en France, en août 2017, où il s'engage pour une durée de trois ans avec l'AS Saint-Étienne. Son arrivée vise à compenser le départ de Cheikh M'Bengue. 
Le 24 septembre 2017, il marque son premier but avec l'ASSE contre Rennes (2-2), avant de recevoir un carton rouge en toute fin de rencontre. Il prend part à 27 matches durant la saison 2017-2018, se montrant particulièrement décisif durant la deuxième partie de saison. Il distribue notamment deux passes décisives durant le match de championnat contre Dijon (score final 2-2). 
En janvier 2019, il prolonge avec l'ASSE jusqu'en 2023. Quelques semaines à peine après cette signature, il est victime d'une rupture du tendon d'Achille gauche lors de la 26e journée de championnat face à Dijon. Il est contraint de mettre un terme à sa saison après cette blessure. 
Lors de la saison 2020-2021, il est très peu utilisé par l’entraîneur Claude Puel, qui ne fait même pas appel à lui quand l'effectif est sujet à de nombreuses blessures ou à des cas de Covid-19. Plusieurs clubs brésiliens s'intéressent alors à lui. Le 27 janvier 2023, alors qu'il n'a joué que six matchs de Ligue 2 avec les Verts, Silva et Saint-Étienne décident d'un commun accord de rompre son contrat.

### En sélection
Avec l'équipe du Brésil des moins de 20 ans, il remporte le championnat d'Amérique du Sud des moins de 20 ans en 2011, en battant l'Uruguay en finale. 
Il remporte ensuite la même année la Coupe du monde des moins de 20 ans. Il joue sept matches lors de ce mondial, inscrivant un but contre l'Arabie saoudite. Il joue 46 minutes lors de la finale gagnée face au Portugal (score 3-2).

### Style de jeu
Malgré son poste de défenseur, Gabriel Silva possède un style de jeu assez offensif. Rapide et dribbleur, il est également costaud défensivement et sa rapidité lui permet de vite redescendre lors des contres-attaques, ou de suivre les attaquants adverses les plus véloces.
Doté technique appréciable et d'une bonne vitesse, ses incursions portent souvent le surnombre. Moins à l’aise lorsqu’il s’agit de défendre sur l’ailier adverse, la marge de progression de Silva reste importante.

## Palmarès
- Vainqueur de la Coupe du monde des moins de 20 ans en 2011 avec l'équipe du Brésil des moins de 20 ans